# Блазон, Ивано
Ива́но Блазо́н (24 мая 1923 — 13 марта 2002) — итальянский футболист, защитник. Прежде известный по выступлениям за клубы «Триестина», «Интернационале» и «Падова», а также национальную сборную Италии.
Старший брат Ивано, Джакомо Блазон также был футболистом, играл на позиции вратаря.

## Клубная карьера
Воспитанник футбольной школы клуба «Про Гориция». Профессиональную футбольную карьеру начал в 1939 году в основной команде того же клуба, в которой провёл пять сезонов. В течение 1945—1950 годов защищал цвета команды клуба «Триестина».
Своей игрой за последнюю команду привлёк внимание представителей тренерского штаба клуба «Интернационале», в состав которого присоединился 1950 года. Сыграл за «нераззурри» следующие четыре сезона своей игровой карьеры, выиграл два чемпионских титула. Большую часть времени, проведённого в составе «Интера», был основным игроком защиты команды.
В течение 1954/55 сезона защищал цвета команды «Эллас Верона». В 1955 году перешёл в клуб «Падова», за который отыграл 7 сезонов. Играя в составе «Падовы», также в основном выходил на поле с первых минут. Завершил профессиональную карьеру футболиста в 1962 году.

## Выступления за сборную
В 1950 году дебютировал в официальных матчах в составе национальной сборной Италии. На протяжении карьеры провёл в форме главной команды страны только один матч: на чемпионате мира 1950 года в Бразилии 2 июля 1950 года он сыграл против Парагвая, Италия выиграла со счётом 2:0.